# أزانيا (اليونان)
أزانيا (بالإغريقية: ἡ Ἀζανία)‏ كانت منطقة في أركاديا القديمة سميت على اسم الملك الأسطوري أزان وفقًا لبوسانياس. وبحسب هيرودوت، فقد احتوت المنطقة على بلدة باوس القديمة.